# Harry Porter
Harry Franklin Porter (Bridgeport, 31 augustus 1882 – Hartford, 27 juni 1965) was een Amerikaanse atleet, die gespecialiseerd was in het hoogspringen. Hij werd olympisch kampioen en meervoudig Amerikaans kampioen in deze discipline.

## Loopbaan
In 1908 werd Porter Amerikaans kampioen hoogspringen en kwalificeerde zich hiermee voor de Olympische Spelen van 1908 in Londen. Daar werd hij olympisch kampioen hoogspringen door met een beste poging van 1,905 m drie atleten te verslaan, die allen over 1,88 sprongen.
Porter studeerde aan de Cornell-universiteit.

## Titels
- Olympisch kampioen hoogspringen - 1908
- Amerikaans kampioen hoogspringen - 1908, 1911
- Amerikaans indoorkampioen hoogspringen - 1907, 1908, 1909

## Persoonlijk record
| Onderdeel    | Prestatie | Datum | Plaats |
| ------------ | --------- | ----- | ------ |
| hoogspringen | 1,93 m    | 1909  | Leiden |

## Palmares

### hoogspringen
- 1907:  Amerikaanse indoorkamp. - 1,85 m
- 1908:  Amerikaanse indoorkamp. - 1,83 m
- 1908:  Amerikaanse kamp. - 1,81 m
- 1908: OS - 1,905 m (OR)
- 1909:  Amerikaanse indoorkamp. - 1,89 m
- 1911:  Amerikaanse kamp. - 1,90 m

1896: Ellery Clark ·
1900: Irving Baxter ·
1904: Samuel Jones ·
1908: Harry Porter ·
1912: Alma Richards ·
1920: Richmond Landon ·
1924: Harold Osborn ·
1928: Robert Wade King ·
1932: Duncan McNaughton ·
1936: Cornelius Johnson ·
1948: John Winter ·
1952: Walter Davis ·
1956: Charles Dumas ·
1960: Robert Sjavlakadze ·
1964: Valeri Broemel ·
1968: Dick Fosbury ·
1972: Jüri Tarmak ·
1976: Jacek Wszoła ·
1980: Gerd Wessig ·
1984: Dietmar Mögenburg ·
1988: Hennadi Avdjejenko ·
1992: Javier Sotomayor ·
1996: Charles Austin ·
2000: Sergej Kljoegin ·
2004: Stefan Holm ·
2008: Andrej Silnov ·
2012: Erik Kynard ·
2016: Derek Drouin ·
2020: Gianmarco Tamberi & Mutaz Essa Barshim ·
2024: Hamish Kerr